# Martin Schmidt
Martin Schmidt, né le 12 avril 1967 à Naters en Suisse, est un footballeur suisse, devenu entraîneur à l'issue de sa carrière, qui évoluait en tant que milieu de terrain.

## Biographie

### Carrière d'entraîneur
En février 2015, de club de 1. FSV Mayence 05 pointe à la 14e place. Le club se sépare de son entraîneur Kasper Hjulmand. Schmidt est nommé en remplacement. Après deux ans à sa direction, le club se sépare de Schmidt bien qu'il ait réussi à se maintenir.
Quelques mois après son renvoi de Mayence, il rebondit en intégrant le VfL Wolfsburg. En février 2018, Schmidt quitte de son gré le club sans avoir réussi à le faire remonter dans le classement.
En avril 2019, Martin Schmidt remplace Manuel Baum sur le banc de FC Augsbourg.